# Izvoru Crișului
Izvoru Crișului (węg. Körösfő) – wieś w Rumunii, w okręgu Kluż, w gminie Izvoru Crișului. W 2011 roku liczyła 958 mieszkańców.